# Lamentação sobre o Cristo Morto (Bramantino)
Lamentação sobre o Cristo Morto é uma pintura a óleo sobre tela de c. 1515-1520 por Bramantino, pintada para a Igreja de San Barnaba em Milão. A obra foi adquirida pela família Werner em 1985 e hoje na Pinacoteca do Castello Sforzesco, na mesma cidade.